# Hegyeshalom
Hegyeshalom (tyska: Straß-Sommerein, kroatiska: Štruos, Smierna) är en ort i nordvästra Ungern vid gränsen mot Österrike. Hegyeshalom omnämns för första gången år 1217. Orten har  3 610 invånare (2020) och namnet betyder ungefär "bergig hög". Platsen var till den 31 december 2007 en av Ungerns viktigaste gränsstationer och har minskat i betydelse efter landets inträde i Schengen.